# 3060 Delcano
3060 Delcano este un asteroid din centura principală, descoperit pe 12 septembrie 1982 de Paul Wild.